# Камден (Делавер)
Камден (енгл. Camden) град је у Округу Кент у америчкој савезној држави Делавер. По попису становништва из 2010. у њему је живело 3.464 становника

## Демографија
|                   | 2010.          | 2000.          |
| Укупно            | 3 464 (100,0%) | 2 100 (100,0%) |
| Белци             | 2 195 (63,37%) | 1 574 (74,95%) |
| Остали            | 864 (24,94%)   | 58 (2,762%)    |
| Хиспаноамериканци | 191 (5,514%)   | 61 (2,905%)    |
| Азијати           | 128 (3,695%)   | 29 (1,381%)    |
| Афроамериканци    | 86 (2,483%)    | 378 (18,00%)   |